# Павильон у озера
«Павильон у озера»— картина неизвестного корейского художника, подписывавшегося псевдонимом Самочже, созданная в конце XVIII века во времена правления династии Чосон. Картина создана с помощью туши, красок и шёлка и оформлена в рамку. Буквально слово Самочже означает «мастерская три-пять». Автор скорее всего был профессиональным художником, представителем среднего класса, но официальных документов о нём не сохранилось. Таким образом, определить личность, скрывавшуюся за псевдонимом, пока что сложно. Композиция «Павильона у озера» была адаптирована из популярных в то время учебников китайской живописи эпохи династии Мин (1368—1644). Одним из таких пособий была книга «Сад из горчичного зерна».

## Описание картины
Подвергаясь сильному влиянию китайского искусства, живопись Корейского полуострова родилась во времена трёх корейских государств изначально в форме настенной живописи. Вскоре развилась и монохромная живопись тушью, берущая начало из китайского искусства гохуа. Популярной тематикой в корейском искусстве стали изображения природы. Картина «Павильон у озера» создавалась в конце XVIII века во времена правления династии Чосон. Предполагается, что автором этой монохромной картины стал профессиональный художник, происходивший из среднего класса. Подписывая свои работы, художник использовал псевдоним Самочже (дословно «мастерская три-пять»). Сохранилось несколько пейзажей, подписанных этим автором. Пока что на данный момент не найдено никаких документов, дающих какую-либо информацию о настоящем имени автора картины. Искусствоведы предполагают, что в композиционном плане «Павильон у озера» был адаптацией популярной композиции и тематики в китайской живописи. Вероятнее всего, у художника имелись на руках популярные на тот момент пособия по живописи, созданные в эпоху правления династии Мин, например, знаменитая книга «Сад из горчичного зерна». Стиль работы напоминает творчество художников китайской Южной школы и представителей «живописи учёных», основным идеологом которой был Дун Цичан. Работы Самочже отличаются лёгкими мазками, несложными, но  демонстрируют расслабленную мазку и несложной, но приятной композицией, что также характерно для пейзажей корейских художников, созданных в конце эпохи Чосон.
В 1915 году картина была передана Метрополитен-музею в дар от фонда Роджерса. Картина экспонировалась на выставках, посвящённых искусству Кореи в 2006 и 2010 годах.